# ۱۴۲۹ (قمری)
۱۴۲۹ (قمری)، هزار و چهارصد و بیست و نهمین سال در گاهشماری هجری قمری است. اول محرم این سال برابر با دهم ژانویه سال ۲۰۰۸ میلادی است.